# Liste des empereurs du Japon
Cette page contient une liste par ordre chronologique des empereurs du Japon. Consulter l'article Empereur du Japon pour une description de la fonction. Cette liste est basée sur la tradition ; les dates pour les 28 premiers empereurs, et tout particulièrement les 16 premiers, sont probablement inexactes. La date rapportée de fondation du Japon (-660) est certainement mythique également.

## Préhistoire
| Rang                  | Nom de règne                   | Kanji                          | Dates de vie                   | Dates de règne | Notes                                                                   |
| --------------------- | ------------------------------ | ------------------------------ | ------------------------------ | -------------- | ----------------------------------------------------------------------- |
| Empereurs légendaires |                                |                                |                                |                |                                                                         |
| 1                     | Jinmu                          | 神武天皇                       | -711 -585                      | -660 -585      | Légendaire, descendant d'Amaterasu.                                     |
| 2                     | Suizei                         | 綏靖天皇                       | -632 -549                      | -581 -549      | Légendaire.                                                             |
| 3                     | Annei                          | 安寧天皇                       | -567 -511                      | -549 -511      | Légendaire.                                                             |
| 4                     | Itoku                          | 懿徳天皇                       | -554 -477                      | -510 -477      | Légendaire.                                                             |
| 5                     | Kōshō                          | 孝昭天皇                       | -506 -393                      | -475 -393      | Légendaire.                                                             |
| 6                     | Kōan                           | 孝安天皇                       | -427 -291                      | -392 -291      | Légendaire.                                                             |
| 7                     | Kōrei                          | 孝霊天皇                       | -342 -215                      | -290 -215      | Légendaire.                                                             |
| 8                     | Kōgen                          | 孝元天皇                       | -273 -158                      | -214 -158      | Légendaire.                                                             |
| 9                     | Kaika                          | 開化天皇                       | -208 -98                       | -157 -98       | Légendaire.                                                             |
| 10                    | Sujin                          | 崇神天皇                       | -149 -30                       | -97 -30        | Légendaire.                                                             |
| 11                    | Suinin                         | 垂仁天皇                       | -70 +70                        | -29 +70        | Légendaire.                                                             |
| 12                    | Keikō                          | 景行天皇                       | 12 - 130                       | 71 - 130       | Légendaire.                                                             |
| 13                    | Seimu                          | 成務天皇                       | 83 - 191                       | 131 - 191      | Légendaire.                                                             |
| 14                    | Chūai                          | 仲哀天皇                       | 149-200                        | 192-200        | Légendaire.                                                             |
|                       | Interrègne                     | Interrègne                     | Interrègne                     | 200-209        |                                                                         |
|                       | Régence de l'impératrice Jingū | Régence de l'impératrice Jingū | Régence de l'impératrice Jingū | 209-269        | Mythique ; retirée de la liste officielle par l'empereur Meiji en 1870. |
| 15                    | Ōjin                           | 応神天皇                       | 201-310                        | 270-310        | Premier empereur historique, déifié en tant que Hachiman.               |
| 16                    | Nintoku                        | 仁徳天皇                       | 290 - 399                      | 313 - 399      | Son fils. Dates probablement inexactes.                                 |

## Antiquité(古代,Kodai?)
| Rang                       | Noms de règne        | Kanji      | Dates de vie | Dates de règne | Notes                                                                                                |
| -------------------------- | -------------------- | ---------- | ------------ | -------------- | --- |
| Période Yamato             |                      |            |              |                | |
| Période Kofun              |                      |            |              |                | |
| 17                         | Richū                | 履中天皇   | 336-405      | 400-405        | Son fils. Dates probablement inexactes.                                                              |
| 18                         | Hanzei               | 反正天皇   | 352-411      | 406-411        | Son frère. Dates probablement inexactes.                                                             |
| 19                         | Ingyō                | 允恭天皇   | 374-453      | 412-453        | Leur frère. Dates probablement inexactes.                                                            |
| 20                         | Ankō                 | 安康天皇   | 401-456      | 454-456        | Son fils. Dates probablement inexactes.                                                              |
| 21                         | Yūryaku              | 雄略天皇   | 418-479      | 457-479        | Son frère. Dates probablement inexactes.                                                             |
| 22                         | Seinei               | 清寧天皇   | 444-484      | 480-484        | Son fils. Dates probablement inexactes.                                                              |
| 23                         | Kenzō                | 顕宗天皇   | 440-487      | 485-487        | Son cousin issu de germain, petit-fils de Richū. Dates probablement inexactes.                       |
| 24                         | Ninken               | 仁賢天皇   | 448-498      | 488-498        | Son frère. Dates probablement inexactes.                                                             |
| 25                         | Buretsu              | 武烈天皇   | 489-507      | 499-507        | Son fils. Dates probablement inexactes.                                                              |
| 26                         | Keitai               | 継体天皇   | 450-531      | 507-531        | Descendant supposé d'Ōjin. Dates probablement inexactes. Possible fondateur d'une nouvelle dynastie. |
| 27                         | Ankan                | 安閑天皇   | 466-535      | 531-535        | Son fils. Dates probablement inexactes.                                                              |
| 28                         | Senka                | 宣化天皇   | 467-539      | 535-539        | Son frère. Dates probablement inexactes.                                                             |
| Période Asuka (552-710)    |                      |            |              |                | |
| 29                         | Kimmei               | 欽明天皇   | 509-571      | 539-571        | Leur frère.                                                                                          |
| 30                         | Bidatsu              | 敏達天皇   | 538-585      | 572-585        | Son fils.                                                                                            |
| 31                         | Yōmei                | 用明天皇   | 540-587      | 585-587        | Son frère.                                                                                           |
| 32                         | Sushun               | 崇峻天皇   | 523-592      | 587-592        | Leur frère.                                                                                          |
| 33                         | Suiko                | 推古天皇   | 554-628      | 593-628        | Leur sœur. Première impératrice régnante.                                                            |
| 34                         | Jomei                | 舒明天皇   | 593-641      | 629-641        | Son petit-neveu, petit-fils de Bidatsu.                                                              |
| 35                         | Kōgyoku              | 皇極天皇   | 594-661      | 642-645        | Sa nièce et épouse. Impératrice, régna deux fois (voir no 37).                                       |
| 36                         | Kōtoku               | 孝徳天皇   | 597-654      | 645-654        | Son frère.                                                                                           |
| 37                         | Saimei               | 斉明天皇   | 594-661      | 655-661        | Impératrice, régna deux fois (voir no 35).                                                           |
| 38                         | Tenchi               | 天智天皇   | 626-671      | 661-671        | Son fils et celui de Jomei.                                                                          |
| 39                         | Kōbun                | 弘文天皇   | 648-672      | 672            | Son fils.                                                                                            |
| 40                         | Temmu                | 天武天皇   | 622-686      | 672-686        | Son oncle, frère de Tenchi.                                                                          |
| 41                         | Jitō                 | 持統天皇   | 645-703      | 686-697        | Son épouse et nièce, fille de Tenchi. Impératrice.                                                   |
| 42                         | Mommu                | 文武天皇   | 683-707      | 697-707        | Son petit-fils et celui de Temmu.                                                                    |
| 43                         | Gemmei               | 元明天皇   | 661-722      | 707-715        | Sa mère, fille de Tenchi. Impératrice.                                                               |
| Époque de Nara (710-794)   |                      |            |              |                | |
| 43                         | Gemmei               | 元明天皇   | 661-722      | 707-715        | Sa mère, fille de Tenchi. Impératrice.                                                               |
| 44                         | Genshō               | 元正天皇   | 680-748      | 715-724        | Sa fille. Impératrice.                                                                               |
| 45                         | Shōmu                | 聖武天皇   | 701-756      | 724-749        | Son neveu, fils de Mommu.                                                                            |
| 46                         | Kōken                | 孝謙天皇   | 718-770      | 749-758        | Sa fille. Impératrice, régna deux fois (voir no 48).                                                 |
| 47                         | Junnin               | 淳仁天皇   | 733-765      | 758-764        | Son cousin. Intégré sur la liste officielle par l'empereur Meiji en 1870.                            |
| 48                         | Shōtoku              | 称徳天皇   | 718-770      | 764-770        | Impératrice, régna deux fois (voir no 46)                                                            |
| 49                         | Kōnin                | 光仁天皇   | 709-782      | 770-781        | Son beau-frère, petit-fils de Tenchi.                                                                |
| 50                         | Kanmu ou Kashiwabara | 桓武天皇   | 737-806      | 781-806        | Son fils.                                                                                            |
| Époque de Heian (794-1185) |                      |            |              |                | |
| 50                         | Kanmu ou Kashiwabara | 桓武天皇   | 737-806      | 781-806        | Son fils.                                                                                            |
| 51                         | Heizei ou Nara       | 平城天皇   | 774-824      | 806-809        | Son fils                                                                                             |
| 52                         | Saga                 | 嵯峨天皇   | 786-842      | 809-823        | Son frère.                                                                                           |
| 53                         | Junna ou Sai         | 淳和天皇   | 786-840      | 823-833        | Leur frère.                                                                                          |
| 54                         | Ninmyō ou Fukakusa   | 仁明天皇   | 810-850      | 833-850        | Son neveu, fils de Saga.                                                                             |
| 55                         | Montoku              | 文徳天皇   | 827-858      | 850-858        | Son fils.                                                                                            |
| 56                         | Seiwa ou Mizunoo     | 清和天皇   | 850-881      | 858-876        | Son fils.                                                                                            |
| 57                         | Yōzei                | 陽成天皇   | 869-949      | 876-884        | Son fils.                                                                                            |
| 58                         | Kōkō ou Komatsu      | 光孝天皇   | 830-887      | 884-887        | Son grand-oncle, fils de Nimmyō.                                                                     |
| 59                         | Uda                  | 宇多天皇   | 867-931      | 887-897        | Son fils.                                                                                            |
| 60                         | Daigo                | 醍醐天皇   | 885-930      | 897-930        | Son fils.                                                                                            |
| 61                         | Suzaku               | 朱雀天皇   | 923-952      | 930-946        | Son fils.                                                                                            |
| 62                         | Murakami             | 村上天皇   | 926-967      | 946-967        | Son frère.                                                                                           |
| 63                         | Reizei               | 冷泉天皇   | 950-1011     | 967-969        | Son fils.                                                                                            |
| 64                         | En'yū                | 円融天皇   | 959-991      | 969-984        | Son frère.                                                                                           |
| 65                         | Kazan                | 花山天皇   | 968-1008     | 984-986        | Son neveu, fils de Reizei.                                                                           |
| 66                         | Ichijō               | 一条天皇   | 980-1011     | 986-1011       | Son cousin, fils d'En'yū.                                                                            |
| 67                         | Sanjō                | 三条天皇   | 976-1017     | 1011-1016      | Son cousin, fils de Reizei.                                                                          |
| 68                         | Go-Ichijō            | 後一条天皇 | 1008-1036    | 1016-1036      | Son petit-cousin, fils d'Ichijō.                                                                     |
| 69                         | Go-Suzaku            | 後朱雀天皇 | 1009-1045    | 1036-1045      | Son frère.                                                                                           |
| 70                         | Go-Reizei            | 後冷泉天皇 | 1025-1068    | 1045-1068      | Son fils.                                                                                            |
| 71                         | Go-Sanjō             | 後三条天皇 | 1034-1073    | 1068-1073      | Son frère.                                                                                           |
| 72                         | Shirakawa            | 白河天皇   | 1053-1129    | 1073-1087      | Son fils. In 1087 - 1129                                                                             |
| 73                         | Horikawa             | 堀河天皇   | 1079-1107    | 1087-1107      | Son fils.                                                                                            |
| 74                         | Toba                 | 鳥羽天皇   | 1103-1156    | 1107-1123      | Son fils. In 1129 - 1156                                                                             |
| 75                         | Sutoku               | 崇徳天皇   | 1119-1164    | 1123-1142      | Son fils.                                                                                            |
| 76                         | Konoe                | 近衛天皇   | 1139-1155    | 1142-1155      | Son frère.                                                                                           |
| 77                         | Go-Shirakawa         | 後白河天皇 | 1127-1192    | 1155-1158      | Leur frère. In 1158 - 1192                                                                           |
| 78                         | Nijō                 | 二条天皇   | 1143-1165    | 1158-1165      | Son fils.                                                                                            |
| 79                         | Rokujō               | 六条天皇   | 1164-1176    | 1165-1168      | Son fils.                                                                                            |
| 80                         | Takakura             | 高倉天皇   | 1161-1181    | 1168-1180      | Son oncle, frère de Nijō.                                                                            |
| 81                         | Antoku               | 安徳天皇   | 1178-1185    | 1180-1183      | Son fils.                                                                                            |
| 82                         | Go-Toba              | 後鳥羽天皇 | 1180-1239    | 1183-1198      | Son frère.                                                                                           |

## Époque féodale(中世,Chūsei?)
| Rang                                                                       | Nom de règne        | Kanji               | Dates de vie        | Dates de règne | Notes |
| -------------------------------------------------------------------------- | ------------------- | ------------------- | ------------------- | -------------- | --- |
| Époque de Kamakura (1185-1333)                                             |                     |                     |                     |                | |
| 83                                                                         | Tsuchimikado        | 土御門天皇          | 1195-1231           | 1198-1210      | Son fils. |
| 84                                                                         | Juntoku             | 順徳天皇            | 1197-1242           | 1210-1221      | Son frère. |
| 85                                                                         | Chūkyō              | 仲恭天皇            | 1218-1234           | 1221           | Son fils. Détrôné |
| 86                                                                         | Go-Horikawa         | 後堀河天皇          | 1212-1234           | 1221-1232      | Son grand-cousin, petit-fils de Takakura.                                                                            |
| 87                                                                         | Shijō               | 四条天皇            | 1231-1242           | 1232-1242      | Son fils. |
| 88                                                                         | Go-Saga             | 後嵯峨天皇          | 1220-1272           | 1242-1246      | Son cousin issu de germain, fils de Tsuchimikado.                                                                    |
| 89                                                                         | Go-Fukakusa         | 後深草天皇          | 1243-1305           | 1246-1260      | Son fils. |
| 90                                                                         | Kameyama            | 亀山天皇            | 1249-1305           | 1260-1274      | Son frère. |
| 91                                                                         | Go-Uda              | 後宇多天皇          | 1267-1324           | 1274-1287      | Son fils. |
| 92                                                                         | Fushimi             | 伏見天皇            | 1265-1317           | 1287-1298      | Son cousin, fils de Go-Fukakusa.                                                                                     |
| 93                                                                         | Go-Fushimi          | 後伏見天皇          | 1288-1336           | 1298-1301      | Son fils. |
| 94                                                                         | Go-Nijō             | 後二条天皇          | 1285-1308           | 1301-1308      | Son cousin issu de germain, fils de Go-Uda.                                                                          |
| 95                                                                         | Hanazono            | 花園天皇            | 1297-1348           | 1308-1318      | Son cousin issu de germain, fils de Fushimi.                                                                         |
| 96                                                                         | Go-Daigo            | 後醍醐天皇          | 1288-1339           | 1318-1339      | Son cousin issu de germain, fils de Go-Uda. Déposé par le shogun en 1332. Empereur de la Cour du Sud de 1336 à 1339. |
| Époque de Muromachi (1333-1573)                                            |                     |                     |                     |                | |
| Période des cours Nord et Sud (1333-1392) - Prétendants de la Cour du Nord |                     |                     |                     |                | |
|                                                                            | Kōgon               | 光厳天皇            | 1313-1364           | 1331-1333      | Fils de Go-Fushimi.                                                                                                  |
|                                                                            | Pas de Cour du Nord | Pas de Cour du Nord | Pas de Cour du Nord | 1333-1336      | |
|                                                                            | Kōmyō               | 光明天皇            | 1322-1380           | 1336-1348      | Son frère. |
|                                                                            | Sukō                | 崇光天皇            | 1334-1398           | 1348-1351      | Son neveu, fils de Kōgon.                                                                                            |
|                                                                            | Interrègne          | Interrègne          | Interrègne          | 1351-1352      | |
|                                                                            | Go-Kōgon            | 後光厳天皇          | 1338-1374           | 1352-1371      | Son frère. |
|                                                                            | Go-En'yū            | 後円融天皇          | 1359-1393           | 1371-1382      | Son fils. |
|                                                                            | Go-Komatsu          | 後小松天皇          | 1377-1433           | 1382-1392      | Son fils. Régna sur les deux Cours réunifiées à partir de 1392 (voir no 100).                                        |
| Succession légitime                                                        |                     |                     |                     |                | |
| 97                                                                         | Go-Murakami         | 後村上天皇          | 1328-1368           | 1339-1368      | Fils de Go-Daigo. Régna uniquement sur la Cour du Sud.                                                               |
| 98                                                                         | Chōkei              | 長慶天皇            | 1343-1394           | 1368-1383      | Son fils. Régna uniquement sur la Cour du Sud.                                                                       |
| 99                                                                         | Go-Kameyama         | 後亀山天皇          | 1347 - 1424         | 1383 - 1392    | Son frère. Régna uniquement sur la Cour du Sud                                                                       |
| 100                                                                        | Go-Komatsu          | 後小松天皇          | 1377-1433           | 1392-1412      | Descendant de Fushimi. Était prétendant du Nord avant de régner sur les deux cours réunifiées                        |
| 101                                                                        | Shōkō               | 称光天皇            | 1401-1428           | 1412-1428      | Son fils. |
| 102                                                                        | Go-Hanazono         | 後花園天皇          | 1419-1471           | 1428-1464      | Son cousin à la 3e génération, arrière-petit-fils de Sukō.                                                           |
| 103                                                                        | Go-Tsuchimikado     | 後土御門天皇        | 1442-1500           | 1464-1500      | Son fils. |
| 104                                                                        | Go-Kashiwabara      | 後柏原天皇          | 1464-1526           | 1500-1526      | Son fils. |
| 105                                                                        | Go-Nara             | 後奈良天皇          | 1497-1557           | 1526-1557      | Son fils. |
| 106                                                                        | Ōgimachi            | 正親町天皇          | 1517-1593           | 1557-1586      | Son fils. |
| Époque Azuchi Momoyama (1573-1603)                                         |                     |                     |                     |                | |
| 106                                                                        | Ōgimachi            | 正親町天皇          | 1517-1593           | 1557-1586      | Son fils. |
| 107                                                                        | Go-Yōzei            | 後陽成天皇          | 1572-1617           | 1586-1611      | Son petit-fils. |

## Époque prémoderne(近世,Kinsei?)
| Rang                     | Nom de règne   | Kanji      | Nom personnel | Kanji | Dates de vie | Dates de règne | Notes                                                           |
| ------------------------ | -------------- | ---------- | ------------- | ----- | ------------ | -------------- | --------------------------------------------------------------- |
| Époque d'Edo (1603-1868) |                |            |               |       |              |                |                                                                 |
| 107                      | Go-Yōzei       | 後陽成天皇 | Katahito      | 周仁  | 1572-1617    | 1586-1611      | Son petit-fils.                                                 |
| 108                      | Go-Mizunoo     | 後水尾天皇 | Kotohito      | 政仁  | 1596-1680    | 1611-1629      | Son fils.                                                       |
| 109                      | Meishō         | 明正天皇   | Okiko         | 興子  | 1624-1696    | 1629-1643      | Impératrice. Sa fille.                                          |
| 110                      | Go-Kōmyō       | 後光明天皇 | Tsuguhito     | 紹仁  | 1633-1654    | 1643-1654      | Son frère cadet.                                                |
| 111                      | Go-Sai         | 後西天皇   | Nagahito      | 良仁  | 1637-1685    | 1655-1663      | Son frère cadet.                                                |
| 112                      | Reigen         | 霊元天皇   | Satohito      | 識仁  | 1654-1732    | 1663-1687      | Son frère cadet.                                                |
| 113                      | Higashiyama    | 東山天皇   | Asahito       | 朝仁  | 1675-1709    | 1687-1709      | Son fils.                                                       |
| 114                      | Nakamikado     | 中御門天皇 | Yasuhito      | 慶仁  | 1702-1737    | 1709-1735      | Son fils.                                                       |
| 115                      | Sakuramachi    | 桜町天皇   | Teruhito      | 昭仁  | 1720-1750    | 1735-1747      | Son fils.                                                       |
| 116                      | Momozono       | 桃園天皇   | Toohito       | 遐仁  | 1741-1762    | 1747-1762      | Son fils.                                                       |
| 117                      | Go-Sakuramachi | 後桜町天皇 | Toshiko       | 智子  | 1740-1813    | 1762-1771      | Sa sœur aînée ; dernière impératrice régnante.                  |
| 118                      | Go-Momozono    | 後桃園天皇 | Hidehito      | 英仁  | 1758-1779    | 1771-1779      | Fils de Momozono.                                               |
| 119                      | Kōkaku         | 光格天皇   | Tomohito      | 兼仁  | 1771-1840    | 1780-1817      | Arrière-petit-fils de Higashiyama, et beau-fils de Go-Momozono. |
| 120                      | Ninkō          | 仁孝天皇   | Ayahito       | 恵仁  | 1800-1846    | 1817-1846      | Son fils.                                                       |
| 121                      | Kōmei          | 孝明天皇   | Osahito       | 統仁  | 1831-1867    | 1846-1867      | Son fils.                                                       |
| 122                      | Meiji          | 明治天皇   | Mutsuhito     | 睦仁  | 1852-1912    | 1867-1912      | Son fils ; premier empereur de l'empire du Japon.               |

## Époque moderne(近代,Kindai?)
| Rang                        | Nom de règne | Kanji    | Nom personnel | Kanji | Dates de vie | Dates de règne | Notes                                             |
| --------------------------- | ------------ | -------- | ------------- | ----- | ------------ | -------------- | ------------------------------------------------- |
| Empire du Japon (1868-1945) |              |          |               |       |              |                |                                                   |
| 122                         | Meiji        | 明治天皇 | Mutsuhito     | 睦仁  | 1852-1912    | 1867-1912      | Son fils ; premier empereur de l'empire du Japon. |
| 123                         | Taishō       | 大正天皇 | Yoshihito     | 嘉仁  | 1879-1926    | 1912-1926      | Son fils.                                         |
| 124                         | Shōwa        | 昭和天皇 | Hirohito      | 裕仁  | 1901-1989    | 1926-1945      | Son fils ; dernier empereur de l'empire du Japon. |

## Époque contemporaine(現代,Gendai?)
| Rang                        | Nom de règne | Kanji    | Nom personnel | Kanji | Dates de vie | Dates de règne | Notes |
| --------------------------- | ------------ | -------- | ------------- | ----- | ------------ | -------------- | --- |
| État du Japon (depuis 1945) |              |          |               |       |              |                | |
| 124                         | Shōwa        | 昭和天皇 | Hirohito      | 裕仁  | 1901-1989    | 1945-1989      | Son fils ; dernier empereur de l'empire du Japon. |
| 125                         | Heisei       | 平成天皇 | Akihito       | 明仁  | Né en 1933   | 1989-2019      | Son fils. Après sa mort, portera le nom posthume d'empereur Heisei (平成天皇, Heisei Tennō). Son abdication a eu lieu le 30 avril 2019. Il porte depuis le titre d'Empereur émérite. |
| 126                         | Reiwa        | 令和天皇 | Naruhito      | 徳仁  | Né en 1960   | depuis 2019    | Son fils. Après sa mort, portera le nom posthume d'empereur Reiwa (Reiwa Tennō). |

## Galerie

Tous les Empereurs (fichier SVG)
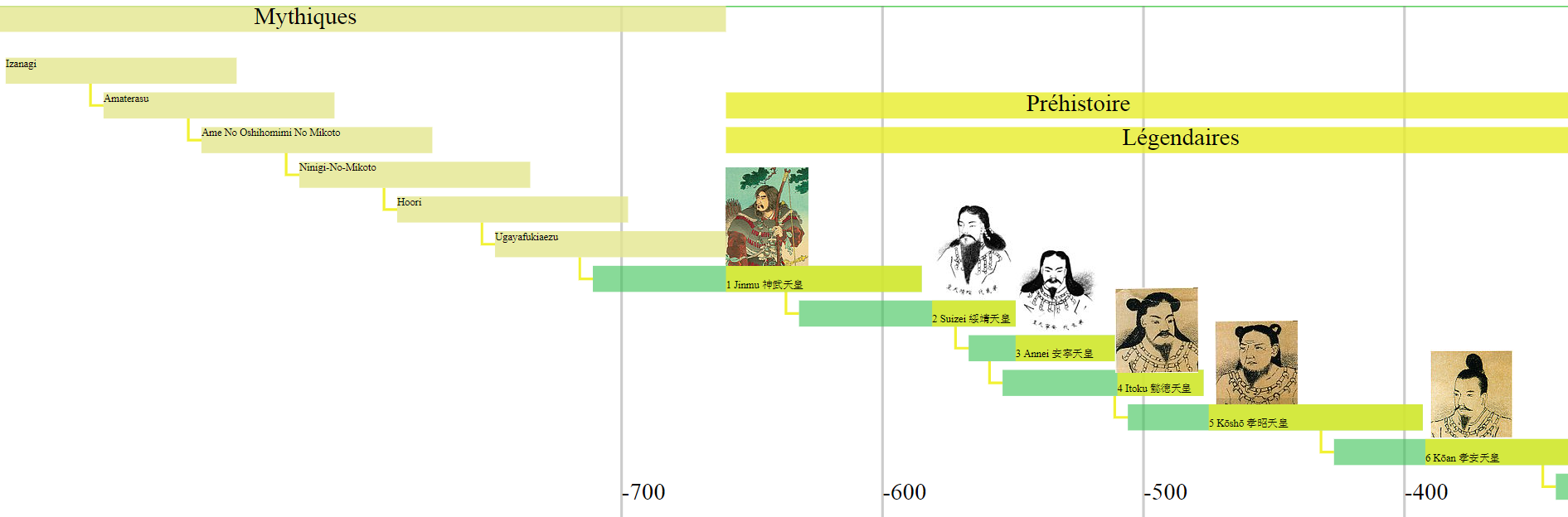
Empereurs du Japon Mythiques
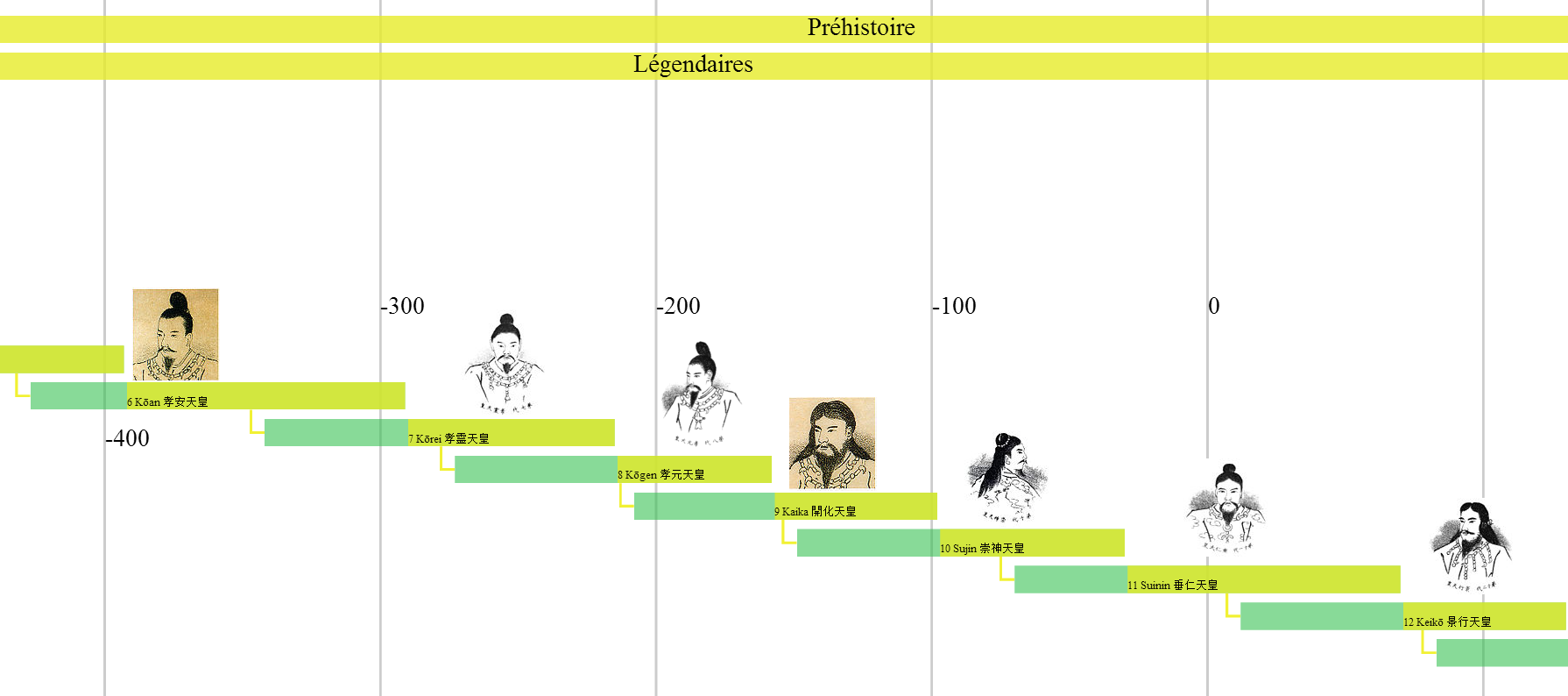
Empereurs du Japon légendaires
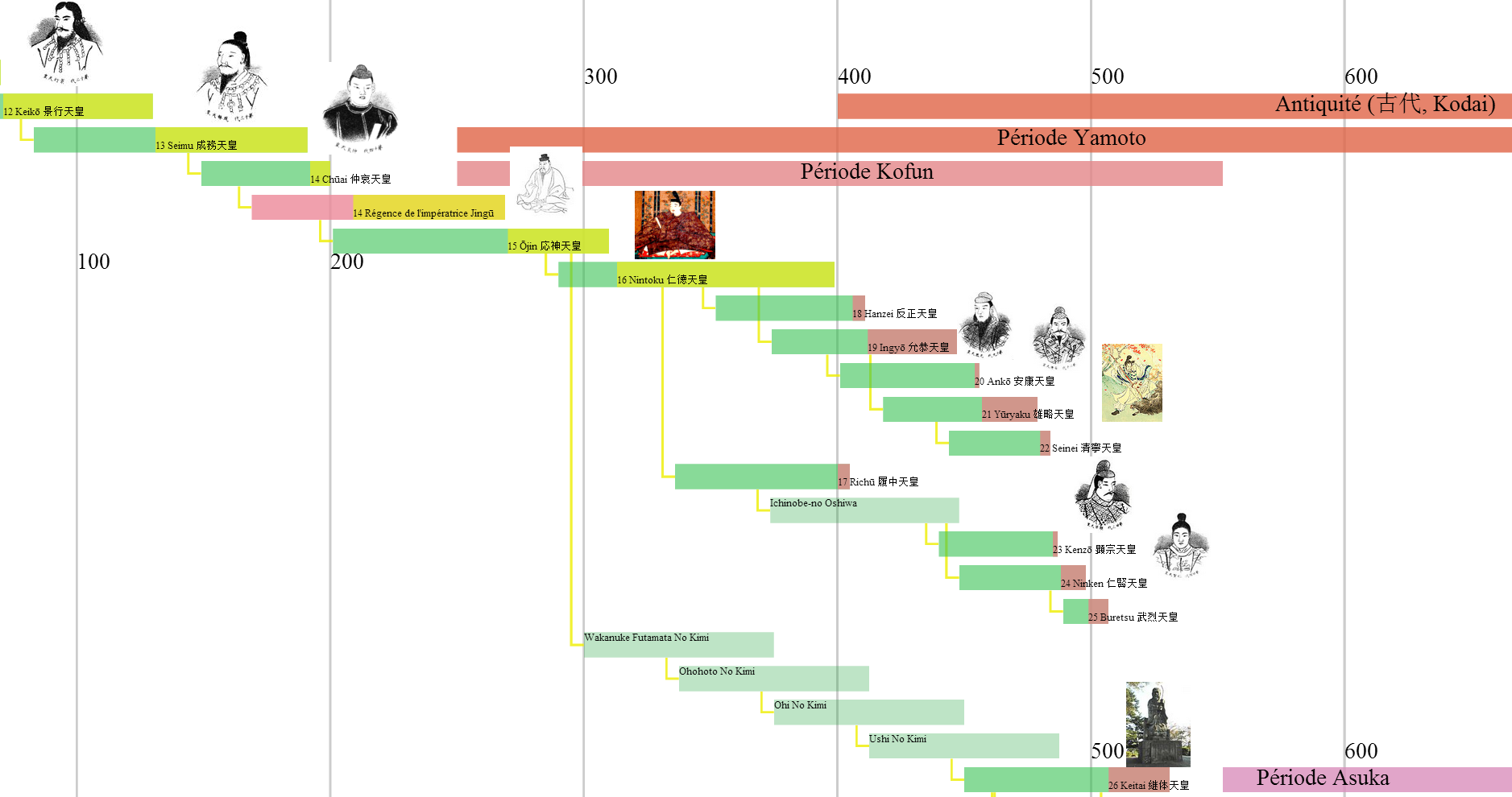
Empereurs du Japon 100-500
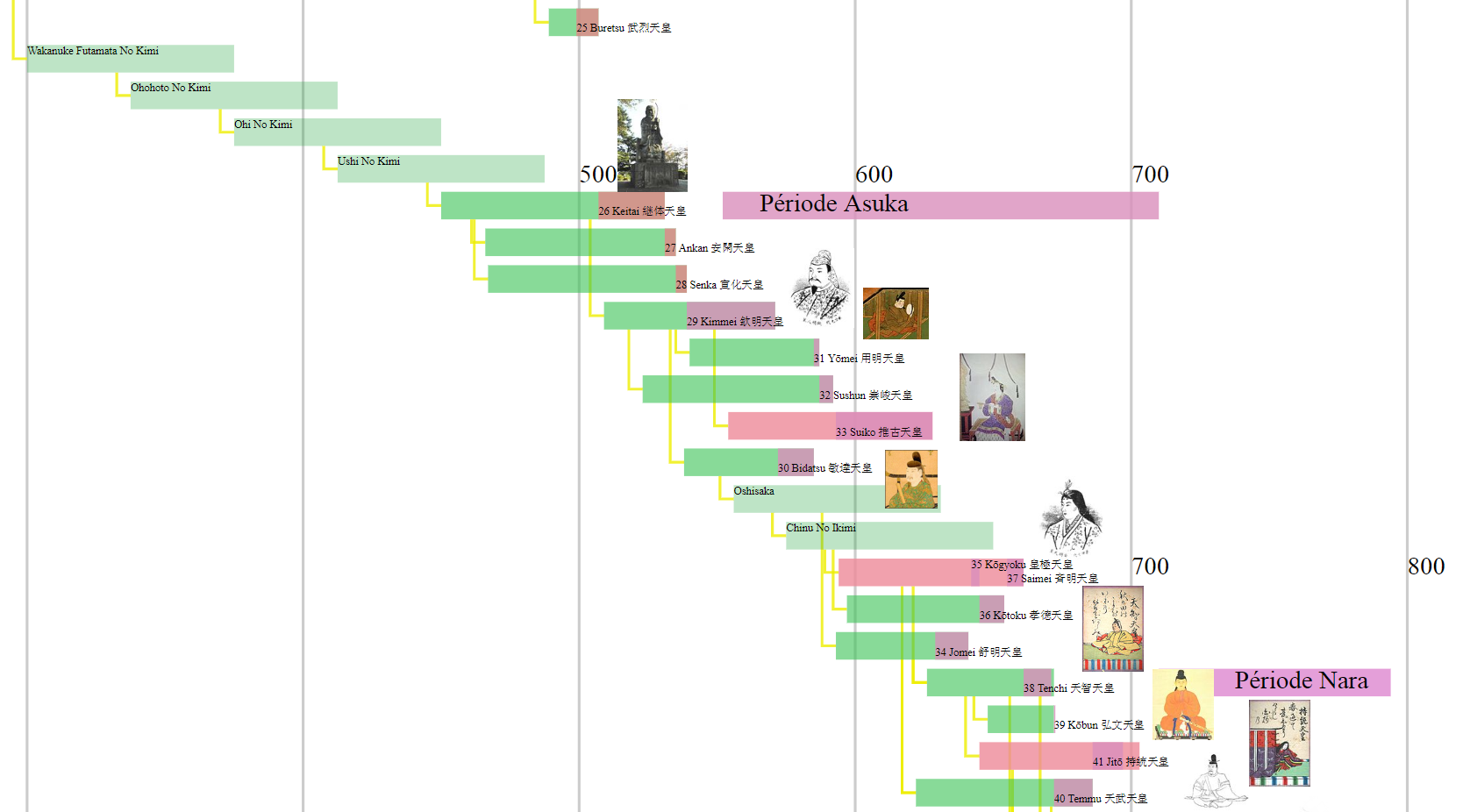
Empereurs du Japon 500-700
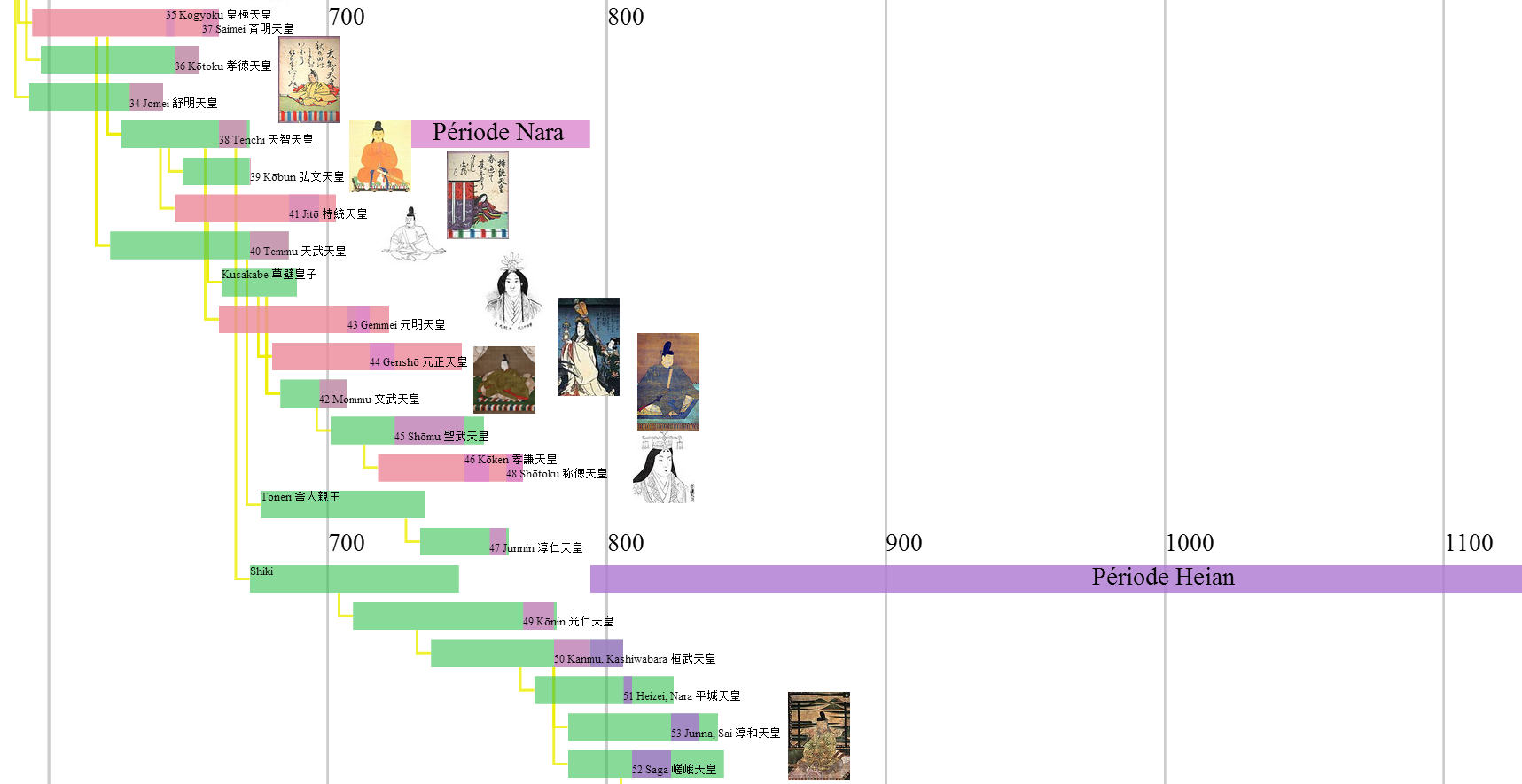
Empereurs du Japon 600-850
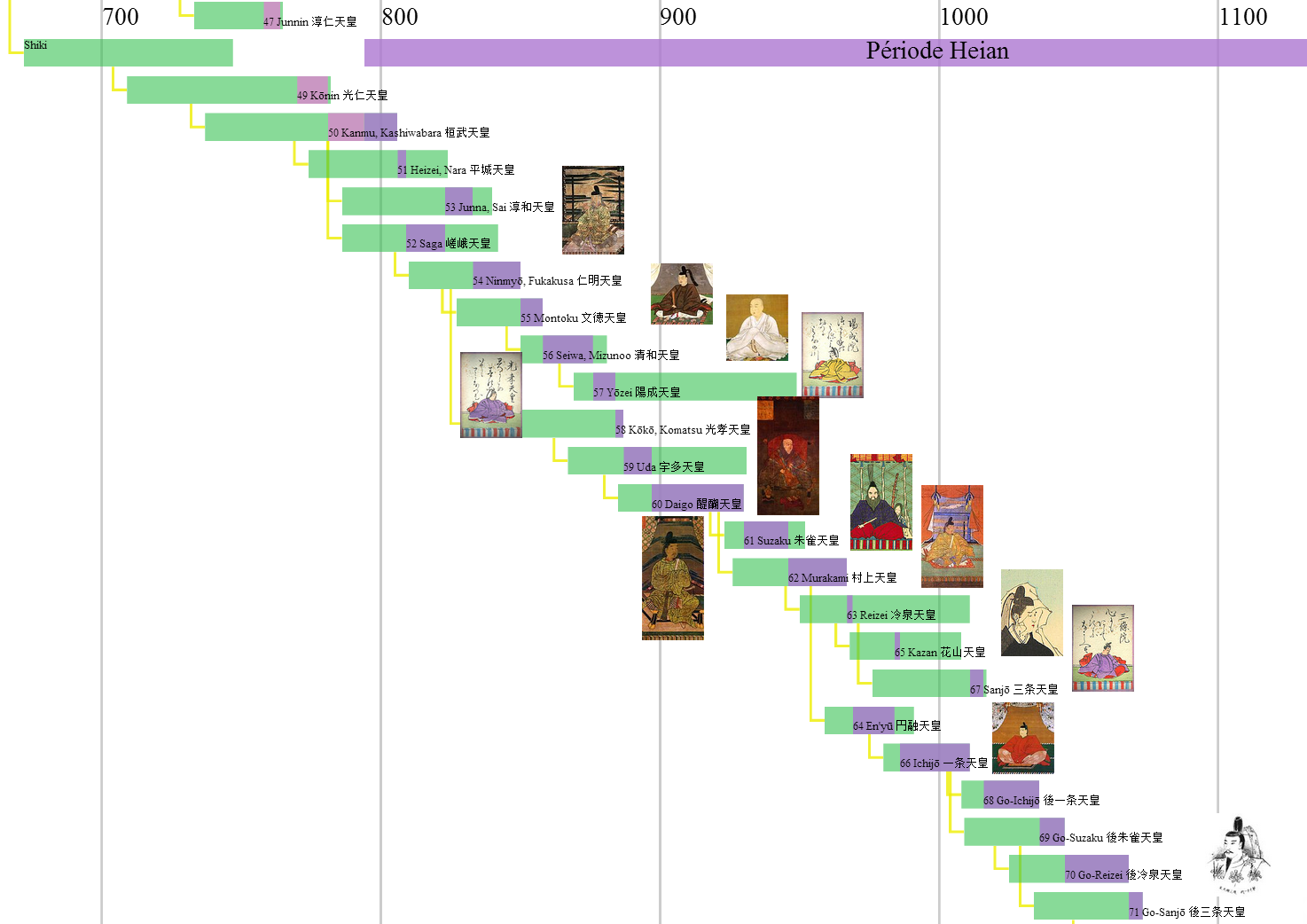
Empereurs du Japon 750-1050
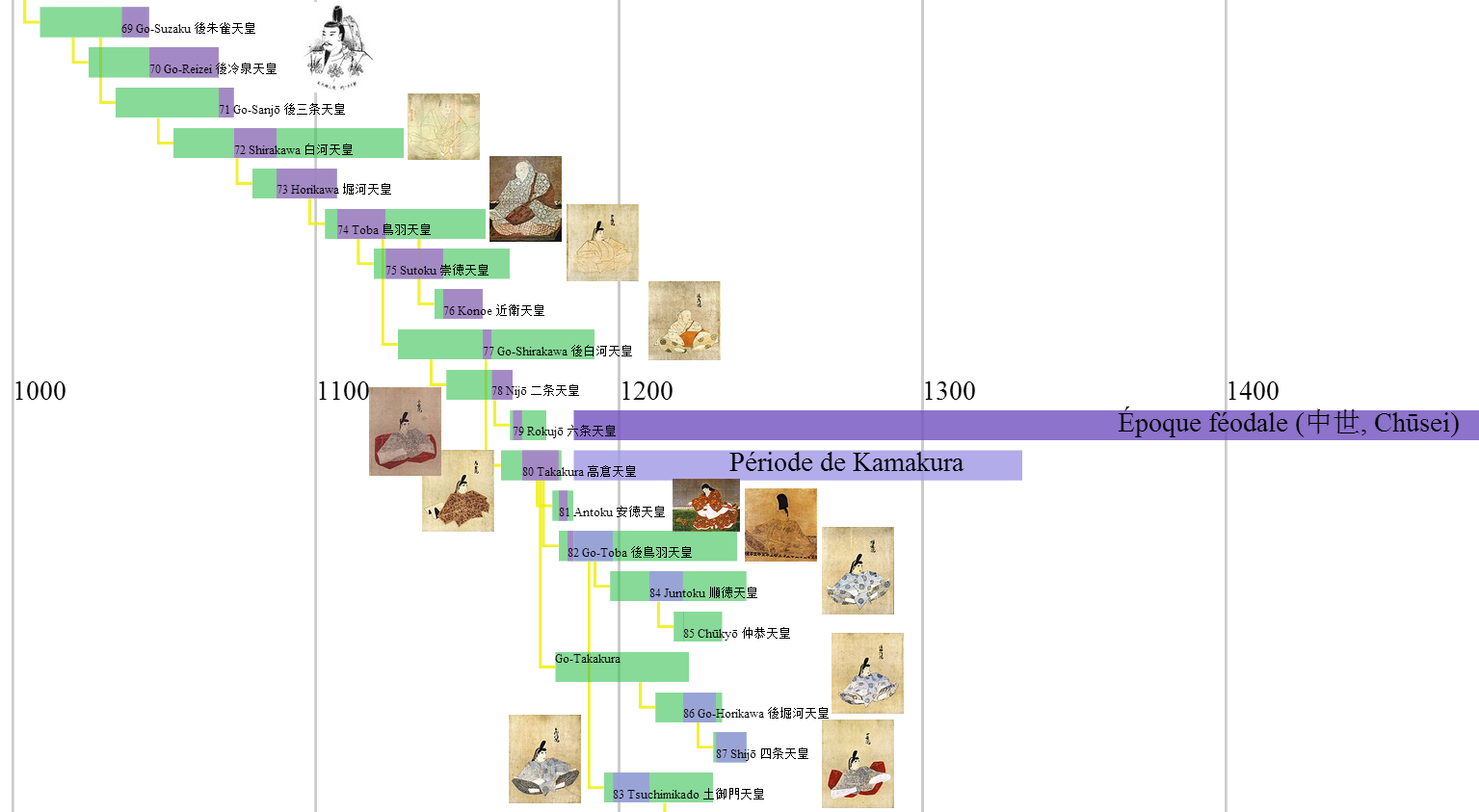
Empereurs du Japon 1050-1250
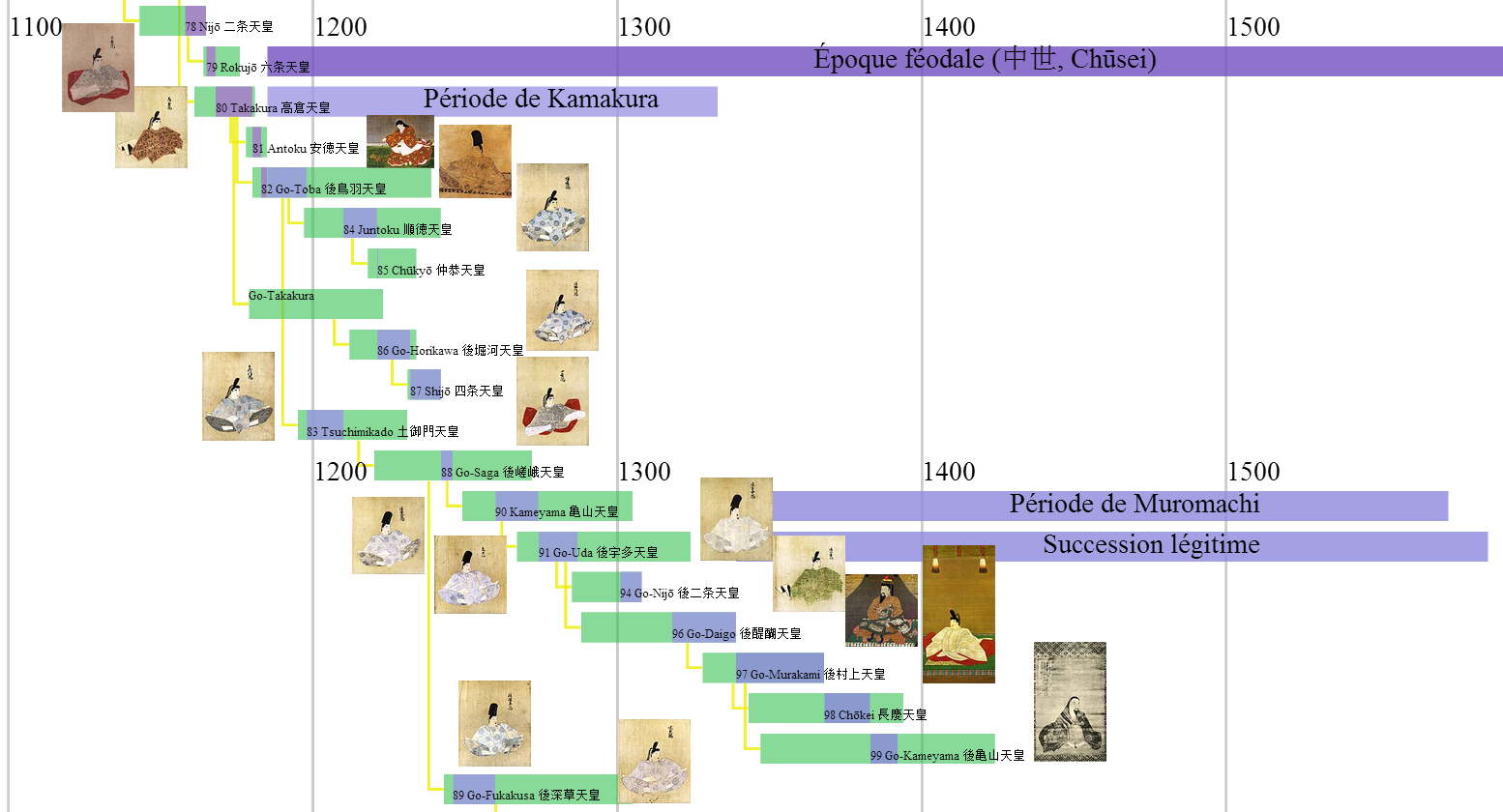
Empereurs du Japon 1150-1400
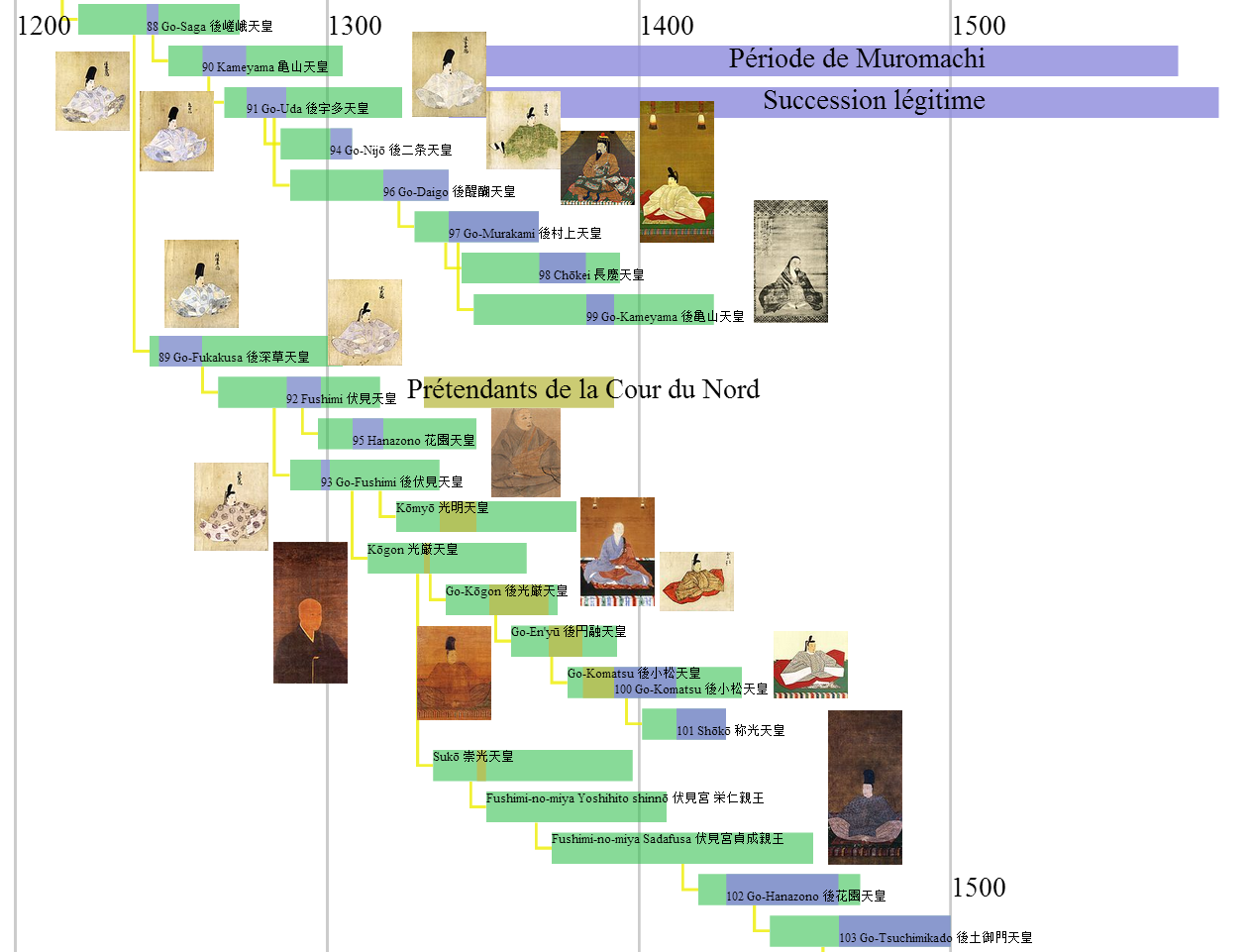
Empereurs du Japon 1250-1500
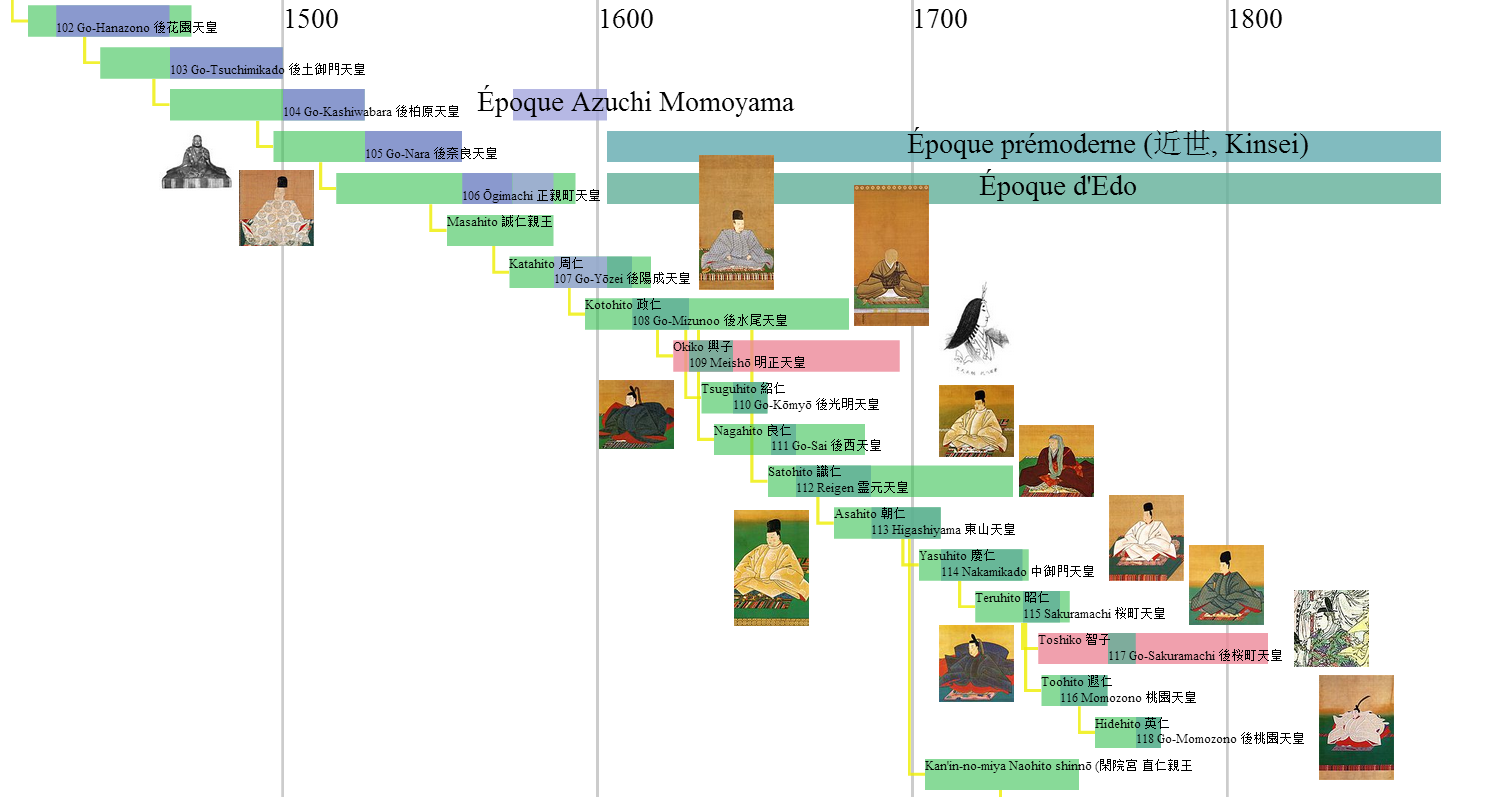
Empereurs du Japon 1400-1850
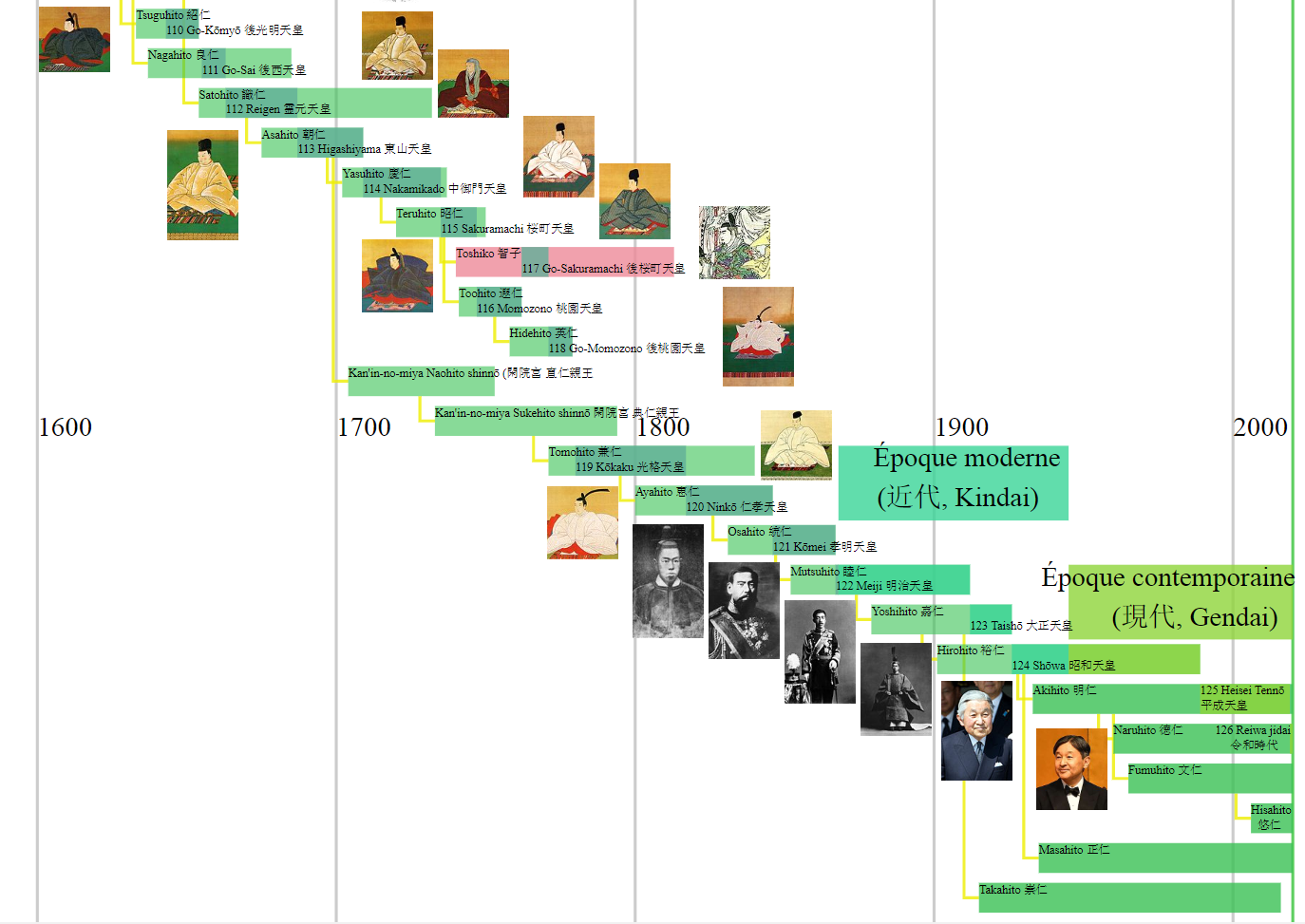
Empereurs du Japon 1650-2020

### Sources et bibliographie
- (en) Joyce Ackroyd (trad.) Arai Hakuseki, 1712] Tokushi yoron; "Lessons from History: the Tokushi yoron", 1982, University of Queensland Press, Brisbane,  (ISBN 0-7022-1485-X)
- (en) Delmer Brown, Ichiro Ishida, Jien, c. 1220] Gukanshō; "The Future and the Past: a translation and study of the 'Gukanshō,' an interpretive history of Japan written in 1219" translated from the Japanese and edited by Delmer M. Brown & Ichirō Ishida. Berkeley: University of California Press, 1979  (ISBN 0-520-03460-0)
- (fr) Isaac Titsingh (1834). [Siyun-sai Rin-siyo/Hayashi Gahō, 1652]. Nipon o daï itsi ran; ou, Annales des empereurs du Japon, tr. par M. Isaac Titsingh avec l'aide de plusieurs interprètes attachés au comptoir hollandais de Nangasaki; ouvrage re., complété et cor. sur l'original japonais-chinois, accompagné de notes et précédé d'un Aperçu d'histoire mythologique du Japon, par M. J. Klaproth. Paris, [lire en ligne]
- (en) H. Paul Varley (trad.), Kitabatake Chikafusa, 1359], Jinnō Shōtōki ("A Chronicle of Gods and Sovereigns: Jinnō Shōtōki of Kitabatake Chikafusa). New York: Columbia University Press, 1980,  (ISBN 0-231-04940-4)